# Grimaldo Canella
Grimaldo Canella és considerat el fundador (malgrat que el seu pare fou el precursor) i epònim de la dinastia Grimaldi. Va néixer a Gènova aproximadament l'any 1110 i va morir vora l'any 1184 amb 74 anys. Grimaldo Canella fou polític i home d'armes. Les seves dades apareixen per primer cop en un document del 2 d'octubre del 1158. També fou ambaixador de Federico Barbarossa al 1158 i fou diverses vegades Cònsol de Gènova els anys 1162, 1170 i 1184. Tanmateix, fou l'ambaixador de l'Emir del Marroc el 1169 i consta en diverses actes notarials els anys 1162 i 1184. Va esdevenir home d'armes l'octubre de 1170, quan més tard va liderar vuit galeres genoveses que, sota el seu comandament, va perseguir un petit exèrcit de galeres provinents de Pisa i en va conquerir una.

## Família
El seu pare era el noble i patrici genovès Ottone Canella (probablement originari dels Senyors de Vezzano Ligure), el mateix que va ser Cònsol de Gènova l'any 1133, i la seva mare era la noble local Adelasia. Ell era el més petit dels germans: Rubaldo, Bellamunto, Otto, Carlo, Bulzaneto, i Anna Canella.
Es va casar amb una noble local de la qual no s'ha conservat el nom i van tenir els següents fills: Oberto Grimaldi (1140 - 1232), el primer de la família en portar el cognom Grimaldi i el fundador del poder econòmic i polític de la Casa; Pietro; Raimondo; Adelasia (morta l'1 de desembre de 1177), la qual es va casar amb Gherardo VII della Gherardesca, Comte de Settimo (mort vora el 1178); Grimaldina; i Anna.
La seva família ja feia temps que vivia a Gènova, entre la que en el futur serà l'Església de Sant Lluc i el districte anomenat "Maddalena". En aquesta era els Grimaldi van començar el seu ascens a les famílies més importants de la República de Gènova, les quals participen en les primeres lluites de l'època. En aquest context, la figura de Grimaldo es planteja, per tant, la del fundador de l'epònim, el famós cònsol del qual els seus descendents volen mantenir el nom com el del mateix llinatge. Com a fundador, Grimaldo es col·loca en el llindar de la història fosca i en el començament de la reputació de la Casa.
Els estudis més importants sobre Grimaldo Canella es van començar a executar a l'edat moderna, malgrat que encara roman la incertesa sobre el veritable origen de Canella. Després de nou segles, el nom i la memòria de Grimaldo encara es conserven, i ens fixem en ell com el fundador de la dinastia Grimaldi.